# Marshall Mountains
Marshall Mountains är ett berg i Antarktis. Det ligger i Östantarktis. Nya Zeeland gör anspråk på området. Toppen på Marshall Mountains är 3 048 meter över havet.
Terrängen runt Marshall Mountains är kuperad norrut, men söderut är den bergig. Trakten är obefolkad. Det finns inga samhällen i närheten. 